# P*U*L*S*E
P*U*L*S*E er en livekoncertvideo af Pink Floyd fra Earls Court, London under Division Bell-turnéen i 1994. Den blev udgivet på VHS i 1995, og genudgivet på DVD i 2006. Koncertens spilletid er 145 minutter.
Den unikke lyd på er optaget i QSound, der er en slags 3-D-lyd til stereohøjttalere. Man kan vælge at høre konceroptagelsen i enten stereo eller Dolby Digital, hvor der kan vælges mellem 5.1/448 kbps og 5.1/640 kbps. Billedet er beholdt i 4:3, som filmen er optaget i. Desuden indeholder P*U*L*S*E udgaven på dvd den første filmede udgave af en liveoptagelse af The Dark Side Of The Moon-albummet.
Derudover indeholder udgivelsen film, der blev brugt til koncerten, samt "bootlegoptagelser" fra turnéen, cover art og en masse andet.

## Tracks/set liste
dvd 1:
- Shine on You Crazy Diamond (concert version)
- Learning to Fly
- High Hopes
- Take It Back
- Coming Back To Life
- Sorrow
- Keep Talking
- Another Brick In The Wall (Part 2)
- One of These Days

dvd 2:
- Speak To Me
- Breathe In The Air
- On The Run
- Time*
- The Great Gig In The Sky
- Money
- Us And Them
- Any Colour You Like
- Brain Damage
- Eclipse
- Wish You Were Here
- Comfortably Numb
- Run Like Hell

.